# Jean-Camille Chaigneau
Jean Alexandre Camille Chaigneau, né le 1er janvier 1849, (lieu de naissance non confirmé) et mort le 14 décembre 1918[Où ?][source insuffisante], est un écrivain, poète, spirite et espérantiste français,,.

## Biographie
Il est le fils de Jean-Alexandre Chaigneau (1807-1892), médecin et maire de Villeneuve-la-Comtesse entre 1871 et 1878, qu'il cite parfois dans les articles qu'il publie dans La Revue spirite, et de Julie-Marguerite Martineau (décédée en 1900). Il est le frère de Jean-Alcide-Ernest Chaigneau (1845-1899), médecin et maire de Villeneuve-la-Comtesse entre 1879 et 1890.
Ayant étudié la médecine, il est appelé à servir comme ambulancier pendant la guerre franco-prussienne et est fait prisonnier en Alsace. Il s'intéresse ensuite aux sciences psychiques et devient spirite. Il devient un membre actif de la Société scientifique d'études psychologiques, fondée par Pierre-Gaëtan Leymarie en 1878. Il fut secrétaire et président de la Société parisienne des études spirites, et secrétaire de la Société psychologique, sous la présidence de Charles Fauvety. À partir de 1883 il travaille aux côtés de Gabriel Delanne, qui le considère comme un ami.
Il a un fils, Samuel, avec son épouse, Marie.

## Œuvres
Il est l'auteur de plusieurs livres, par exemple :
- Les Mirages (1875).
- Les Chrysanthèmes de Marie (1880).
- Annexe aux Chrysanthèmes de Marie (1883).
- Les principes supérieurs de l'être. Étude comparée de l'occultisme et du spiritisme, conférence donnée à la Société de spiritisme scientifique.
- Montmartre, histoire simple (1892), court roman où l'auteur synthétise les destinées humaines à partir du Couple Immortel.
- Harmonies progressives (1902). Essai d'exploration aux municipalités visées[15].

Il se fait connaître en France avec le recueil de poèmes spirites Les Chrysanthèmes de Marie qui est à l'époque une référence pour les adeptes français de cette doctrine. Il publie la pièce Par un clair de lune dans La Revue spirite, en 1912, dans laquelle il est mentionné comme étant "un doux poète".
Plusieurs de ses poèmes paraissent dans la Revue Scientifique et Morale du Spiritisme de Gabriel Delanne et dans La Revue spirite (éditée par Pierre-Gaëtan Leymarie jusqu'en 1901 et par Pierre Leymarie jusqu'en 1916).
Il a fondé et dirigé L'humanité intégrale (initialement Revue l'Immortaliste), une revue sur le spiritisme et les sciences psychologiques , maintes fois citée dans La Revue spirite et dans la revue Scientifique et Morale du Spiritisme.
Il a rédigé l'article Le spiritisme et la langue internationale publié en 1907 dans la Revue scientifique et morale du spiritisme. Il s'agit vraisemblablement du premier ouvrage reliant le spiritisme à l'espéranto. La même année, à l'occasion du 50e anniversaire de la doctrine spirite, il prépare un article dans La Revue spirite en l'honneur d'Allan Kardec.
Il a également écrit des articles pour le périodique espérantiste La Revuo dirigé par Carlo Bourlet.
En décembre 1908, il publie dans la revue de Gabriel Delanne le programme et les objectifs de l'association espéranto du psychisme, société qu'il a co-fondée. L'annonce est suivie d'un bref commentaire élogieux de Delanne qui fait également allusion à un cours d'espéranto mené par Chaigneau. Celui-ci republie des articles à propos de son association dans La Revue spirite en 1910.